# Батони
Бато́ни (груз. ბატონი) — грузинское слово со значением «господин», «владелец».
Известно с XV века, более ранняя форма патрони (груз. პატრონი). В феодальной иерархии означало сюзерена, любого владельца рабов или крепостных («кма»), от царя до мелкого феодала. Титул «батони» официально использовали как часть своей титулатуры некоторые князья, например, Багратионы-Мухранские или Чиковани, владельцы Лечхуми (Лечхум-батони).
В современном языке ბატონი, в звательном падеже — батоно (ბატონო) используется как формула вежливости при обозначении мужчины по имени или при обращении к нему, аналогично словам «господин», «мистер», «сэр», «герр», «пан». Соответствующее обращение к женщине — калбатони (груз. ქალბატონი), в звательном падеже калбатоно. Обратиться «батоно» можно и к незнакомому человеку, например, отвечая по телефону.